# Mordella angulata
Mordella angulata es una especie de coleóptero de la familia Mordellidae.

## Distribución geográfica
Habita en Florida, Nueva York y Oklahoma en (Estados Unidos).